# Ayuda mexicana en Estados Unidos ante el huracán Katrina

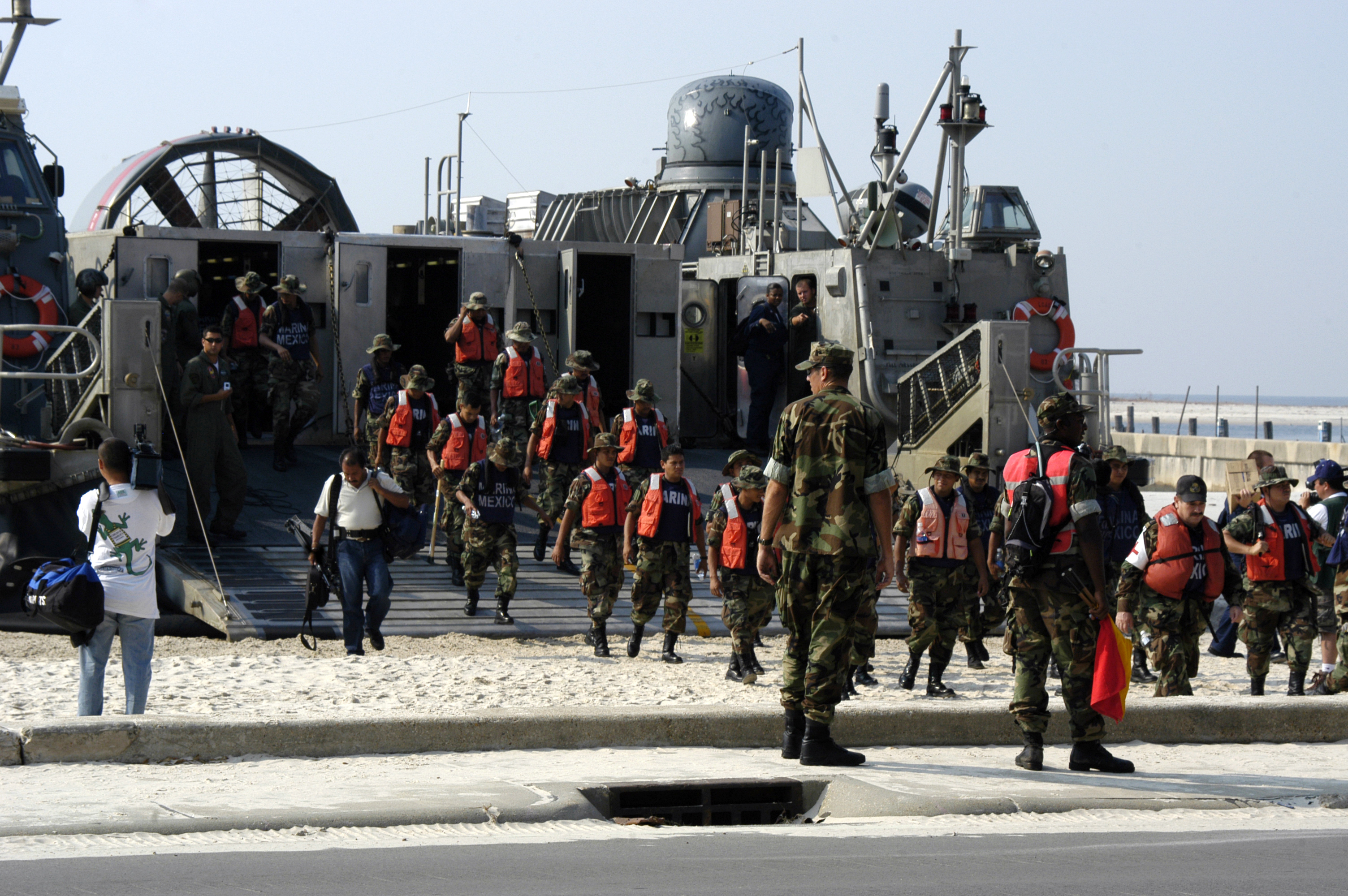
Marinos mexicanos desembarcando del buque ARM Papaloapan (P-411) para iniciar su ayuda en Biloxi, Mi

Se le conoce así al periodo de intervención de unidades de las Fuerzas Armadas de México, como parte de una misión humanitaria durante la contingencia posterior al paso del Huracán Katrina, brindando asistencia médica y alimentaria, a los damnificados que evacuaron Nueva Orleans y se albergaron en las ciudades de San Antonio (Texas), y Biloxi (Misisipi) ingresando por mar y tierra sobre suelo estadounidense durante el mes de septiembre de 2005

## Comienzo del Acuerdo

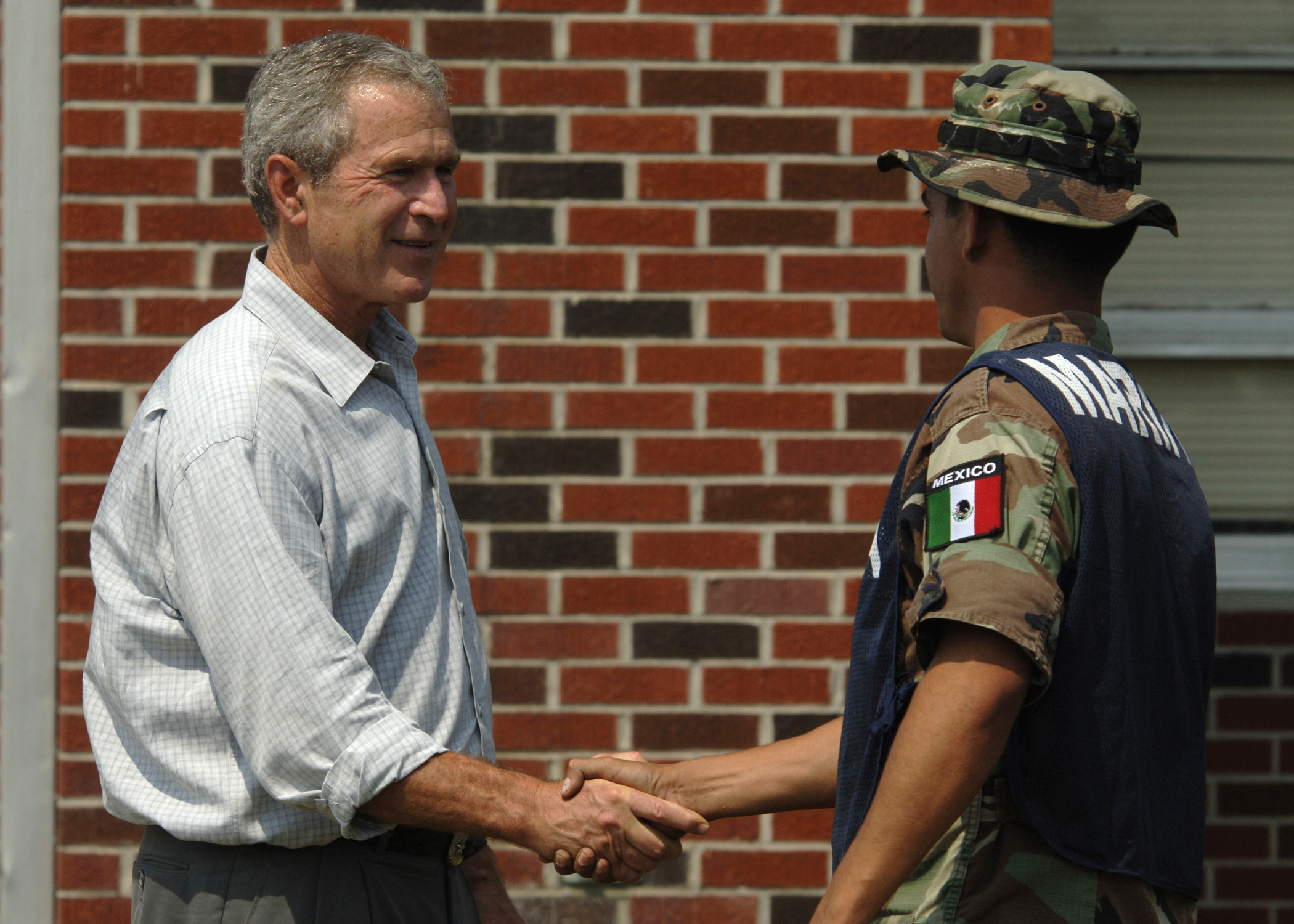
El presidente George W. Bush expresa su gratitud a un elemento de la Armada de México

Derivado de las afectaciones del citado huracán (Categoría 5) y habiendo dejado como saldo 1.800 muertos, un millón de desplazados, y daños materiales calculados de al menos $108 mil millones de dólares (2005 USD), el 30 de agosto de 2005, el entonces presidente de México, Vicente Fox, envió sus condolencias al presidente George W. Bush, mediante una declaración abierta: 
"En nombre del pueblo y el gobierno de México, le expreso mis más profundas y sinceras condolencias por los devastadores efectos del huracán Katrina [...] "México y los Estados Unidos son países vecinos y amigos y en momentos difíciles, los buenos amigos siempre están presentes. Haremos todo lo que está en nuestras manos para ayudar en esta situación tan desafortunada [...] "Cuenten con todo nuestro apoyo.."
A su vez, el gobierno de Estados Unidos agradeció a México el ofrecimiento de ayuda humanitaria para enfrentar los efectos del huracán Katrina en los estados afectados de la Unión Americana. En una carta firmada por el secretario de Seguridad Interna de Estados Unidos, Michael Chertoff, dirigida al secretario de Relaciones Exteriores, Luis Ernesto Derbez, y al gobierno mexicano, las autoridades del vecino país dieron la bienvenida a la participación de México en el apoyo humanitario ante este desastre.

## Comienzo de la ayuda
La Secretaría de la Defensa Nacional (México), por instrucciones del ejecutivo federal, procedió a diseñar el Plan DN-III-E, en coordinación con las autoridades estadounidenses para la ayuda y auxilio de la población civil desplazada por aquel fenómeno meteorológico.
Para ello, el jueves 8 de septiembre a las 08:15 horas por la frontera de Laredo ingresó con destino a la ciudad de San Antonio, una caravana compuesta de 196 miembros del ejército mexicano (con personal médicos, enfermeras, dentistas y cocineros) dotados con 14 camiones cisterna, una unidad de atención médica, 45 vehículos militares y más de 250 toneladas de comida, agua embotellada y provisiones médicas hacia la Base Kelly de la fuerza Aérea, convertida en albergue temporal para los desplazados de Nueva Orleans por un periodo otorgado de 45 días. 
A su vez, por otro punto, el gobierno mexicano envió el buque Papaloapan (ARM A-411) de la Armada de México que se aproximó al puerto de Biloxi (Mississippi) con 200 toneladas de agua, medicamentos de uso inmediato y equipos de rescate. 
Adicional a esto se enviaron 200 toneladas de comida que fueron llevadas en 5 aviones de la Fuerza Aérea Mexicana en otro cuerpo del gobierno mexicano, 1 millón de dólares a través de la Cruz Roja Mexicana, quien a su vez colectó un millón adicional. Fuentes revelaron que estos esfuerzos ayudaron a la atención de unos 7000 damnificados por día.

## Relevancia histórica
Este contingente ingresó como fuerza extranjera a territorio norteamericano, por primera vez desde la Segunda Guerra Mundial en 1944, cuando un escuadrón de pilotos aviadores de la Fuerza Aérea Mexicana, conocido como Escuadrón 201 - Águilas Aztecas, fueron adiestrados en San Antonio y Greenville en (Texas) al igual que en la localidad de Pocatello (Idaho), por la Fuerza Aérea de los Estados Unidos.
Las imágenes del convoy militar mexicano por las calles de San Antonio causaron sorpresa entre los medios de comunicación norteamericanos, y su movilización motivó una cobertura en vivo desde un helicóptero por la cadena CNN. "Es un desarrollo fascinante", comentó al aire el conductor estrella de la cadena televisiva Wolf Blitzer, quien señaló que desde finales de la Intervención estadounidense en México del siglo pasado (después de 159 años) no se veía un convoy militar mexicano en territorio estadounidense, al tiempo en que residentes estadounidenses con raíces mexicanas los recibieron con saludos y aplausos ondeando banderas mexicanas durante el paso del convoy.